# Calamus henryanus
Calamus henryanus är en enhjärtbladig växtart som beskrevs av Odoardo Beccari. Calamus henryanus ingår i släktet Calamus och familjen Arecaceae. Inga underarter finns listade i Catalogue of Life.